# Pérols
Pérols (okzitan.: Peròus) ist eine südfranzösische Stadt im Département Hérault in der Region Okzitanien in Südfrankreich. Pérols gehört zum Arrondissement Montpellier und zum Kanton Lattes. Sie hat 9541 Einwohner (Stand: 1. Januar 2022), die „Péroliens“ genannt werden.

## Geografie
Pérols liegt etwa 8,5 Kilometer südöstlich von Montpellier hinter den Nehrungen des Golfe du Lion. Die Gemeinde erstreckt sich auf Teile der Lagunen Étang de l’Or und Étang du Méjean.
Im Westen und Nordwesten liegt Lattes, im Nordosten und Osten Mauguio sowie Palavas-les-Flots im Süden.

## Geschichte
804 wurde der Ort erstmals urkundlich erwähnt (Perairolum).

## Bevölkerungsentwicklung
| Jahr      | 1962 | 1968 | 1975 | 1982 | 1990 | 1999 | 2006 | 2011 |
| --------- | ---- | ---- | ---- | ---- | ---- | ---- | ---- | ---- |
| Einwohner | 1351 | 2203 | 3440 | 4422 | 6595 | 7731 | 8545 | 8547 |

## Sehenswürdigkeiten

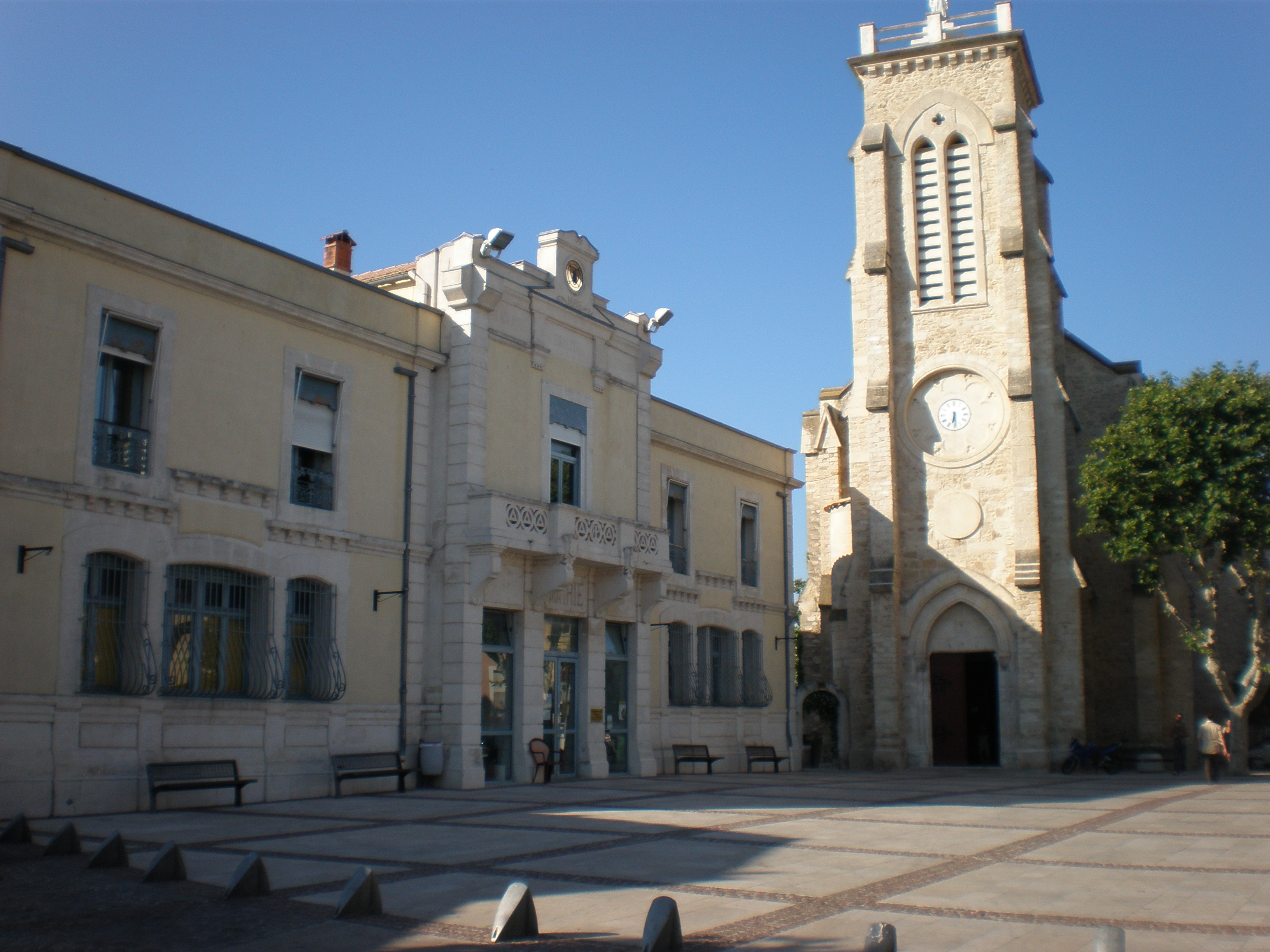
Kirche Saint-Sixte und Rathaus (links) in Pérols

- Kirche Saint-Sixte aus dem 19. Jahrhundert
- Rathaus

In Pérols steht die Veranstaltungshalle Park&Suites Arena (vormals: Arena Montpellier), errichtet zwischen 2008 und 2010, mit 9.000 bis 14.000 Plätzen.

## Gemeindepartnerschaft
Mit der hessischen Gemeinde Flörsheim am Main, Deutschland, besteht seit 1992 eine Partnerschaft.